# Rupert Carington, 7. Baron Carrington

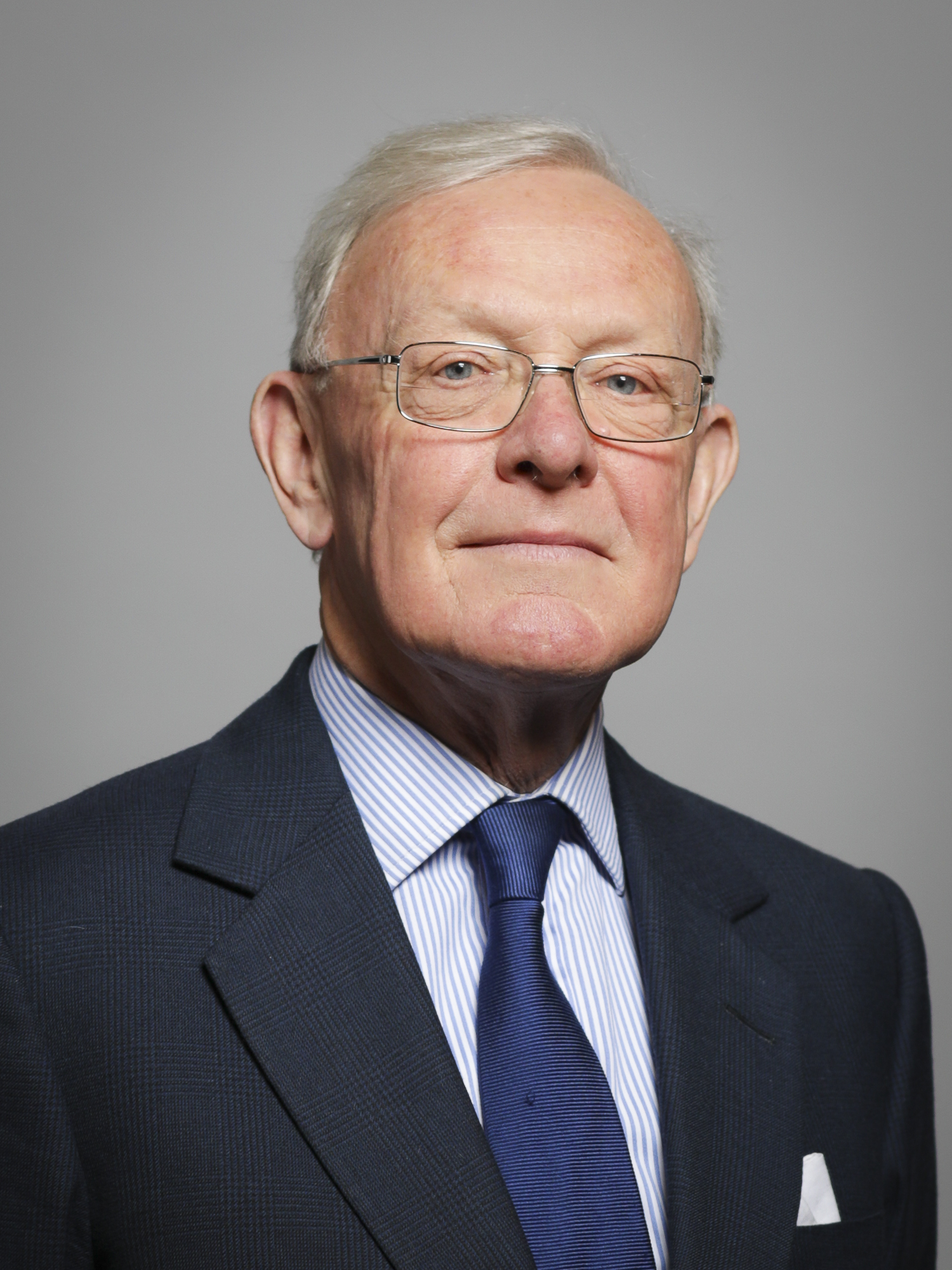
Rupert Carington, 7. Baron Carrington, 2019

Rupert Francis John Carington, 7. Baron Carrington DL (* 2. Dezember 1948) ist ein britischer Peer und Politiker.

## Leben
Er ist der einzige Sohn des britischen Außenministers Peter Carington, 6. Baron Carrington, aus dessen Ehe mit Iona McClean.
Er besuchte das Eton College und schloss sein Studium an der Universität Bristol als Bachelor of Science ab. Ab 1983 arbeitete er als Investmentbanker und Finanzberater. 1999 wurde er zu einem Deputy Lieutenant von Buckinghamshire ernannt. Von 2002 bis 2003 hatte er auch das Amt des High Sheriff von Buckinghamshire inne.
Beim Tod seines Vaters erbte er 2018 dessen Adelstitel als 7. Baron Carrington. 2018 wurde er als Nachfolger von Christopher James, 5. Baron Northbourne, ins House of Lords gewählt. Er gehört dort der Fraktion der Crossbencher an.
Als Charles III. 2022 König wurde, erhielt Lord Carrington das Amt des Lord Great Chamberlain of England.

## Ehe und Nachkommen
Aus seiner 1989 geschlossenen Ehe mit Daniela Diotallevi hat er einen Sohn und zwei Töchter:
- Hon. Robert Carington (* 1990);
- Hon. Francesca Carington (* 1993);
- Hon. Isabella Iona Carington (* 1995).